# Anthurium obscurinervium
Anthurium obscurinervium är en kallaväxtart som beskrevs av Thomas Bernard Croat. Anthurium obscurinervium ingår i släktet Anthurium och familjen kallaväxter. Inga underarter finns listade.